# Municipio de Zapotitlán de Méndez
El municipio de Zapotitlán de Méndez es uno de los 217 municipios en que se divide el estado mexicano de Puebla. Su cabecera es la localidad de Zapotitlán de Méndez. Se localiza en el noreste del estado, en las estribaciones de la Sierra Norte de Puebla. Fue fundado en 1895.

## Toponimia
El nombre del municipio es de origen náhuatl, y deriva de los vocablos tzàpotl (zapote) y -titlan (lugar de abundancia). De aquí se traduce como "lugar donde abundan los zapotes". El apellido Méndez le fue agregado en honor de Juan Nepomuceno Méndez exgobernador del estado y presidente de México desde el 11 de diciembre de 1876 hasta el 17 de febrero de 1877.

## Geografía
Zapotitlán de Méndez se encuentra dentro de la Sierra norte de Puebla, abarca 20.30 km² y se encuentra a una altitud promedio de 640 m s. n. m., oscilando entre los 600 m s. n. m. y los 1500 m s. n. m. Limita al norte con Hueytlalpan e Ixtepec; al este, con Atlequizayan; al sur, con Xochitlán de Vicente Suárez, Huitzilan de Serdán y Zongozotla; y al poniente con Tepango de Rodríguez y Camocuautla.
El municipio se encuentra dentro de la subcuenca del río Tecuantepec, dentro de la cuenca del río Tecolutla, parte de la región hidrológica de Tuxpan-Nautla.

### Clima
El clima de Zapotitlán de Méndez es semicálido húmedo con lluvias todo el año. El rango de temperatura media anual es de 20 a 22 grados celcius, siendo el mínimo promedio de 12 a 14 grados y el máximo de 26 a 28 grados. El rango de precipitación media anual es de 2500 a 3000 mm y los meses de lluvias son de agosto a mayo.

## Demografía
De acuerdo al último censo, realizado por el INEGI en 2010, en el municipio habitan 5608 personas, dotándolo de una densidad de población de 276 personas por kilómetro cuadrado.

### Localidades
En el municipio existen cuatro localidades, de las cuales la más poblada es Tuxtla y la cabecera es Zapotitlán de Méndez.
| Código INEGI | Localidad            | Población (2010) | Altitud (m s. n. m.) | Categoría  |
| ------------ | -------------------- | ---------------- | -------------------- | ---------- |
| 212100001    | Zapotitlán de Méndez | 1747             | 659                  | Pueblo     |
| 212100002    | Nanacatlán           | 1183             | 926                  | Indefinida |
| 212100003    | Tuxtla               | 2466             | 965                  | Indefinida |
| 212100004    | Zapotitlán de Méndez | 212              | 671                  | Indefinida |

## Política
El ayuntamiento de Zapotitlán de Méndez está compuesto por seis regidores de mayoría relativa, dos regidores de representación proporcional, un síndico y un presidente municipal, puesto que desempeña Emiliano Vázquez Bonilla para el periodo 2021-2024.